# Pierre de Frasnay
Pour les articles homonymes, voir Frasnay.
Pierre de Frasnay (Nevers, 20 septembre 1676 - Nevers, 27 avril 1753) est un écrivain français, traducteur et auteur de fables à la manière d'Esope.

## Œuvres
- Essai sur l'histoire du Nivernais, Mercure de France
  - Lettre I, septembre 1738, p. 1899-1905.
  - Lettre II, décembre 1738, p. 2560-2576.
  - Lettre III, janvier 1739, p. 15-30
  - Lettre IV, février 1739, p. 241-259.
  - Lettre cinquième, avril 1739, p. 646-663.
  - [Sixième et dernière lettre], juin 1739.
- Les caprices de l'amour : églogue, Mercure de France, février 1739, p. 259-262.
- Les jeux des bergers : églogue, Mercure de France, avril 1739, p. 664-666.
- Les oiseaux : églogues, Mercure de France, mars 1739, p. 505-508.
- Mythologie ou recueil des fables grecques, ésopiques et sybaritiques, 1750.